# Bernard Shlesinger

Wappen von Bernard Edward Shlesinger

Bernard E. Shlesinger III (* 17. Dezember 1960 in Washington, D.C., USA) ist ein US-amerikanischer Geistlicher und römisch-katholischer Weihbischof in Atlanta.

## Leben
Bernard Shlesinger empfing am 22. Juni 1996 das Sakrament der Priesterweihe für das Bistum Raleigh.
Am 15. Mai 2017 ernannte ihn Papst Franziskus zum Titularbischof von Naiera und zum Weihbischof in Atlanta. Der Erzbischof von Atlanta, Wilton Daniel Gregory, spendete ihm am 19. Juli desselben Jahres in der Cathedral of Christ the King die Bischofsweihe. Mitkonsekratoren waren der Bischof von Arlington, Michael Francis Burbidge, und der Bischof von Raleigh, Luis Rafael Zarama Pasqualetto.